# Kheira Hamraoui

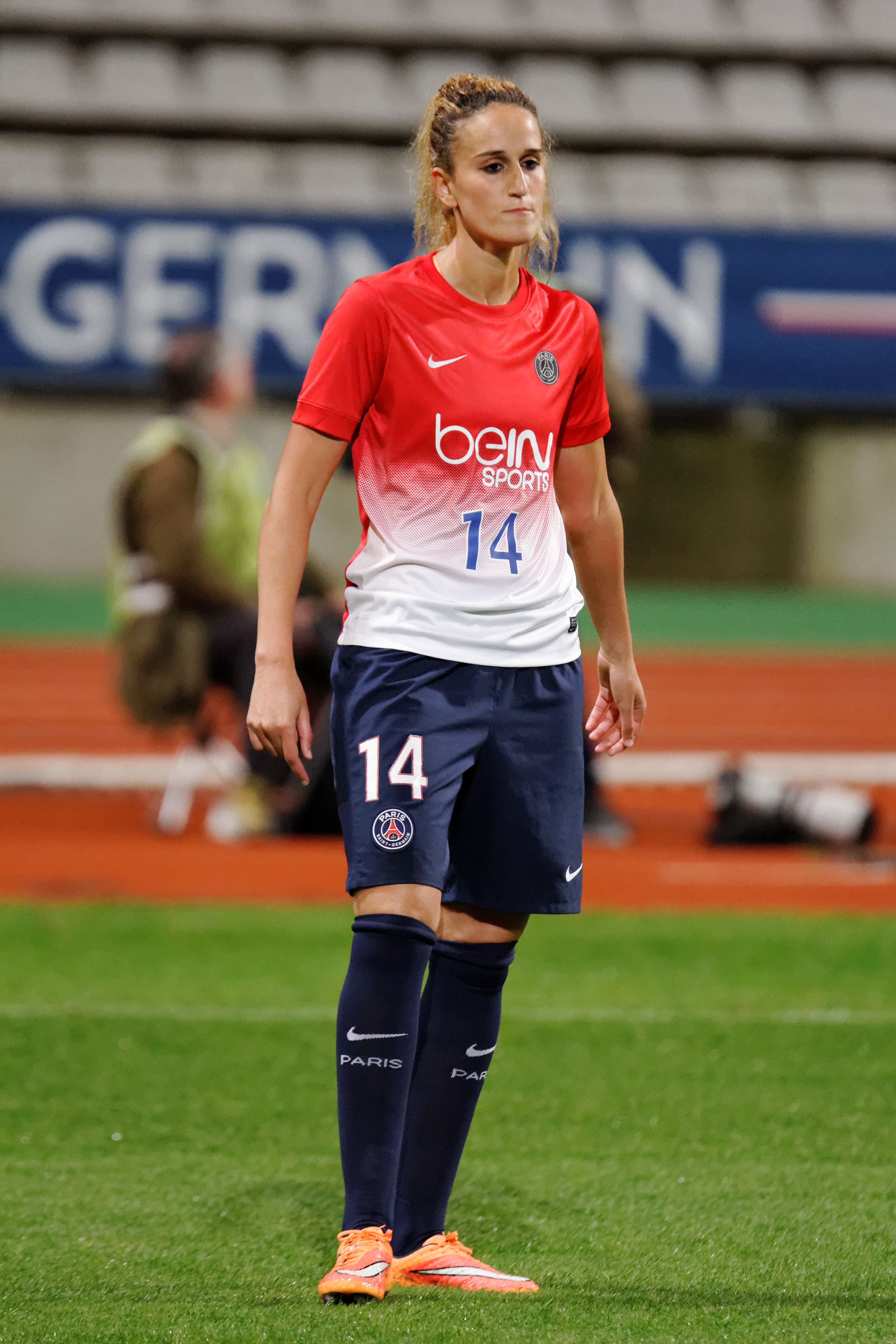
Kheira Hamraoui

Kheira Hamraoui, född den 13 januari 1990 i Croix, Frankrike, är en fransk fotbollsspelare (mittfältare) som representerar klubben Paris Saint-Germain.
Hon var en del i franska landslaget i VM i Kanada år 2015. Hamraoui har gjort 18 landskamper för Frankrike. Hon gjorde sin debut i landslaget i en match mot England den 20 oktober 2012.